# Privaat goed (economie)
Private goederen zijn in de economie gedefinieerd als goederen die uitsluitbaar en rivaliserend zijn. Een privaat goed is tegengesteld aan een collectief goed. 
Uitsluitbaar betekent: Sommige consumenten kunnen uitgesloten worden van het gebruik van dit goed. Bijvoorbeeld: Iemand heeft een goed gekocht en beslist zelf wie gebruikmaakt van het goed. 
Rivaliserend betekent: Als het goed gebruikt is kan het niet nogmaals of tegelijkertijd geconsumeerd worden door anderen.